# Tatjana Alexandrowna Leontjewa

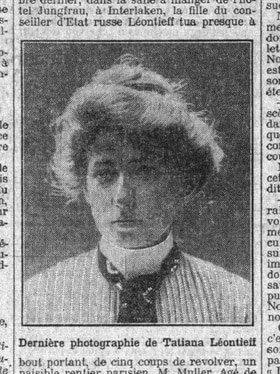
Tatjana Leontjewa, Le Petit Parisien 1906

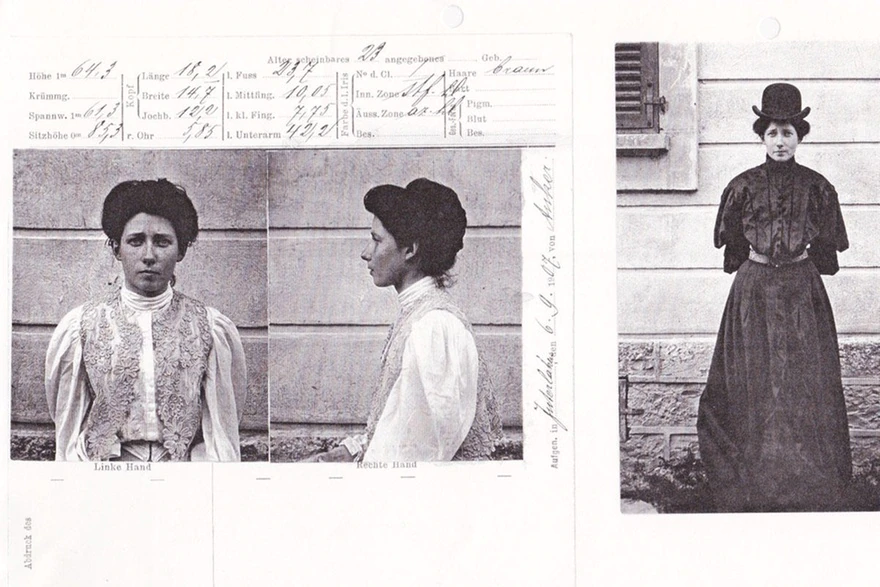
Fotos der Kriminalpolizei, 1906

Tatjana Alexandrowna Leontjewa (russisch Татьяна Александровна Леонтьева, wiss. Transliteration Tat'jana Aleksandrovna Leont'eva; * 25. Dezember 1883 im Russischen Kaiserreich; † 16. März 1922 Münsingen, Schweiz) war eine russische Revolutionärin und Attentäterin.

## Leben
Tatjana Leontjewa war die Tochter des Generals und Vizegouverneurs Alexander Nikolajewitsch Leontjew (russisch Александр Николаевич Леонтьев). Sie hielt sich von 1898 bis 1904 in Lausanne auf. Nach dem Besuch eines Pensionats begann sie ein Studium der Medizin. Sie war ledig. Ihr Vater war von 1921 bis 1936 Lektor für russische Sprache an der Universität Zürich.
Für Leontjewa ergaben sich Kontakte zu russischen Sozialrevolutionären. Als Mitglied der «Kampforganisation» der Sozialrevolutionäre wurde sie 1905 in Sankt Petersburg verhaftet. Mit ihrer Mutter hielt sie sich im folgenden Jahr in Le Petit-Lancy bei Genf auf. Am 1. September 1906 erschoss Leontjewa im «Hotel Jungfrau» in Interlaken den Franzosen Charles Müller. Sie war der Meinung gewesen, dass es sich beim Opfer um den ehemaligen russischen Innenminister Pjotr Nikolajewitsch Durnowo gehandelt habe, der die revolutionären Unruhen von 1905 blutig niedergeschlagen hatte. Dem zaristischen Geheimdienst waren – nach einer These des Historikers Jacques Baynac – die Attentatspläne bekannt. Er habe Leontjewa bewusst auf eine falsche Person gelenkt um durch den sinnlosen Mord Schweizer Massnahmen gegen die politisch aktiven russischen Emigranten zu provozieren. In der Tat wurden nach verschärften Kontrollen Personen ausgewiesen.
In Thun wurde Leontjewa zwar zu vier Jahren Zuchthaus verurteilt, aber in der Anstalt Münsingen «verwahrt». Sie sollte Ende September 1910 aus der Schweiz abgeschoben werden, doch die Regierung beschloss, sie angesichts ihrer Krankheit in der «Irrenanstalt» zu belassen. Ihre in Bern lebenden Eltern erklärten sich bereit, für ihren Unterhalt aufzukommen. Tatjana Leontjewa starb am 16. März 1922 im Alter von 38 Jahren.
Der russische General und Polizeipräsident Alexander Wassiljewitsch Gerassimow schrieb in seinen Memoiren: «Zum ersten, aber nicht zum letzten Mal musste ich miterleben, wie ein junges Leben zum Glück geboren wurde und aufgrund der Beteiligung an der Revolution zu ewiger Qual verdammt war».

## Belege
1. 1 2 3 4  Heinrich Riggenbach: Tatjana Leontjewa. In: Historisches Lexikon der Schweiz.  15. Januar 2008.
2. ↑  Die schweizerische Bundesanwaltschaft an das Schweizerische Justiz- und Polizeidepartement. (Digitalisat) Bern 24. Januar 1908.
3. ↑  «У́тро Росси́и» (Utro Rossii), 19. (6.) August 1910.
4. ↑  Татьяна КРАВЧЕНКО: «ДЕВУШКИ И СМЕРТЬ. ЖЕНСКИЙ ТЕРРОРИЗМ В РОССИИ ИМЕЕТ ВЕКОВУЮ ИСТОРИЮ». In politjournal.ru, russisch, archivierte Version vom 5. Mai 2013.
5. ↑  Aleksandr Gerasimov: Der Kampf gegen die erste russische Revolution. Huber, 1934.

| Personendaten    | Personendaten                               |
| ---------------- | ------------------------------------------- |
| NAME             | Leontjewa, Tatjana Alexandrowna             |
| ALTERNATIVNAMEN  | Леонтьева, Татьяна Александровна (russisch) |
| KURZBESCHREIBUNG | russische Revolutionärin und Attentäterin   |
| GEBURTSDATUM     | 25. Dezember 1883                           |
| GEBURTSORT       | Russisches Kaiserreich                      |
| STERBEDATUM      | 16. März 1922                               |
| STERBEORT        | Münsingen BE, Schweiz                       |